# Peyremale
Peyremale é uma comuna francesa na região administrativa de Occitânia, no departamento de Gard. Estende-se por uma área de 8,62 km². Em 2010 a comuna tinha 283 habitantes (densidade: 32,8 hab./km²).